# Coatlicue

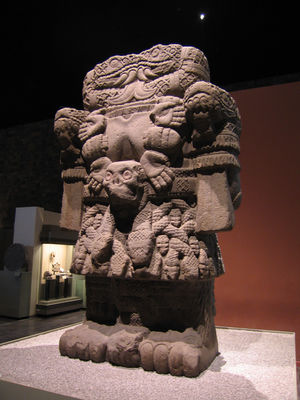
Coatlicue.

Coatlicue é, na mitologia asteca, a deusa da vida e da morte, mãe dos deuses, da lua e das estrelas. Sofreu tentativa de assassinato por sua primogênita Coyolxauhqui (também conhecida como a própria Lua) e seus 400 filhos, os Centzon Huitznauhtin (irmãos de Coyolxauhqui e representantes das estrelas no céu) após quebrar o celibato e engravidar do "Deus Céu" que veio em forma de pássaro e deixou uma oferenda de plumas, resultando no nascimento de seu filho e salvador, Huitzilopochtli (futuro Deus da Guerra da Mitologia Asteca) que nasceu fruto dessa "união" sem relações sexuais. 
Fonte: History Channel - Programa "Confronto dos Deuses: América Latina, Episódio 2: Coatlicue"